# Daimler Phoenix-Wagen
La Daimler Phoenix-Wagen è una autovettura prodotta dal 1897 al 1902 dalla Casa automobilistica tedesca Daimler Motoren Gesellschaft.

## Storia e caratteristiche

### Genesi: c'era una volta un propulsore
Il nome Phoenix fu adottato per la prima volta da Wilhelm Maybach per denominare un tipo di motore a scoppio da lui realizzato. Tale tipo di motore era un bicilindrico in linea con camere di scoppio parallele ricavate in un monoblocco. Tale monoblocco era poi montato su un alloggiamento di forma sferica destinato a contenere l'albero a gomiti. Tale motore, denominato appunto "motore Phoenix" fu una delle caratteristiche della storia della produzione automobilistica della Daimler, sarebbe stato montato su alcuni modelli di sua produzione ed avrebbe dato a sua volta il nome ad un modello di autovettura della Daimler stessa, nonché a due suoi modelli da competizione.

### Il modello di serie: laPhoenix-Wagen
La Phoenix-Wagen fu presentata nel 1897 al pubblico e la commercializzazione avvenne di lì a poco. Compito della Phoenix-Wagen era quello di affiancare ed in seguito sostituire la Riemenwagen, il cui esito commerciale si dimostrò alquanto felice.

Tecnicamente le prime Phoenix-Wagen non presentavano grossissime novità rispetto alla Riemenwagen. Le uniche novità stavano nel nuovo telaio in lamiera d'acciaio con sezione ad U, e nel nuovo cambio, non più a nastro ma ad ingranaggi, sempre a 4 marce. Inizialmente la Phoenix-Wagen era equipaggiata unicamente da un bicilindrico Phoenix da 1060 cm³ montato già sulla Riemenwagen. Tale motore era proposto di serie con potenza di 4 CV a 700 giri/min, ma su richiesta poteva essere potenziato a 6 CV o ridotto a 2.3 CV.  In questa sua prima veste, la Phoenix-Wagen raggiungeva una velocità massima di circa 25 km/h.

Una svolta si ebbe nel 1898, quando la Phoenix-Wagen vide una decisa evoluzione nel sistema di accensione, non più mediante tubi ad incandescenza, bensì tramite magnete a bassa tensione, un sistema ideato in quel periodo dalla Bosch, all'epoca ancora una giovane azienda.

Nel 1899 la Riemenwagen uscì dal listino e fu proprio la Phoenix-Wagen a sostituirla, anzi, proprio nel 1899 la gamma venne ampliata con l'introduzione di una nuova versione equipaggiata da un 4 cilindri, il primo nella storia dell'automobile. Tale motore nasceva dall'accoppiamento di due bicilindrici utilizzati nella versione di base, ma dotati di alesaggio ridotto da 75 a 70 mm, così da ottenere una cilindrata di 1845 cm³. La potenza era di 6 CV a 700 giri/min. La velocità massima di questa primordiale versione di punta era di 40 km/h.

La Phoenix-Wagen stradale è stata l'ultima Daimler stradale a portare tale marchio: essa venne infatti sostituita nel 1902 dalla Mercedes 8/11 PS.

### Le Phoenix sportive

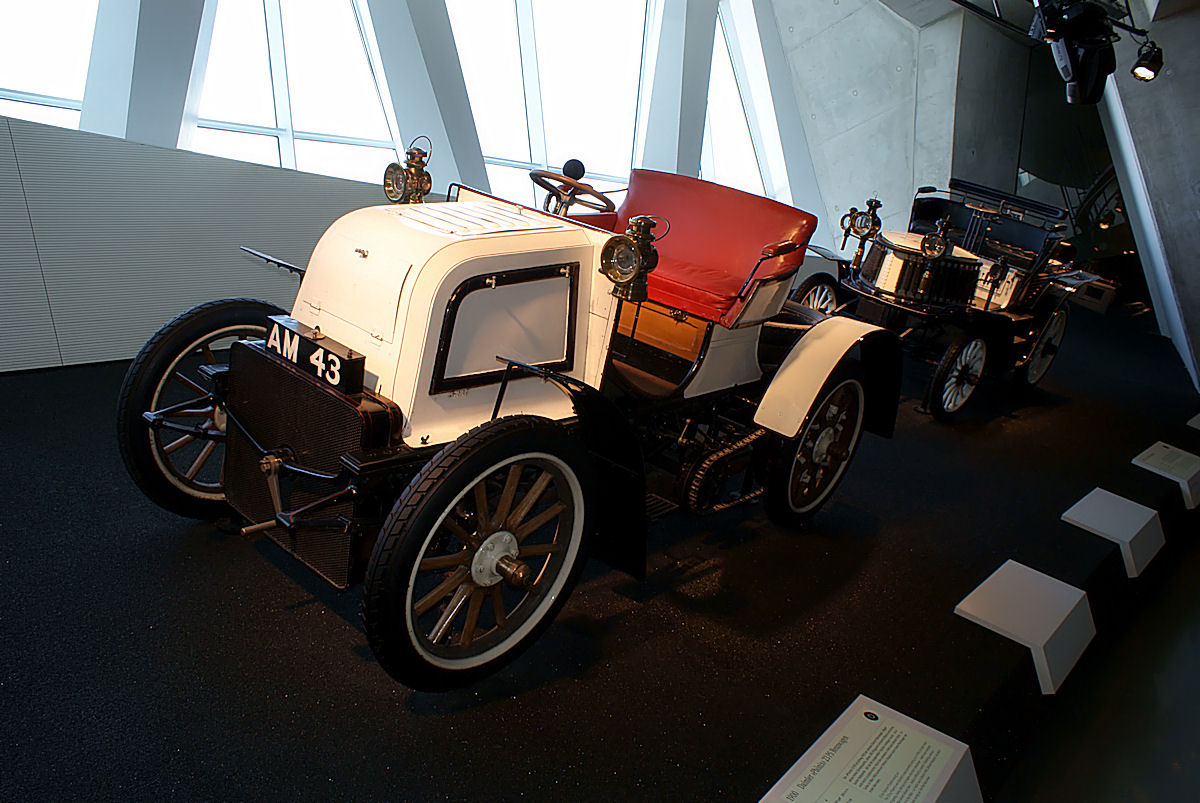
Una Daimler Phoenix da competizione del 1900

Il nome Phoenix è stato utilizzato anche per denominare due modelli Daimler destinati alle prime corse automobilistiche della storia. Il primo modello è stato commissionato alla Daimler dal console austro-ungarico Emil Jellinek, un personaggio importante nella storia tedesca dell'automobile, poiché sarà alla base della nascita del marchio Mercedes, il quale a sua volta originerà in seguito la famosa Mercedes-Benz.

Emil Jellinek, oltre che console austro-ungarico a Nizza, era anche un grande appassionato di autovetture e di corse automobilistiche.

La Daimler approntò una vettura ad alte prestazioni (per l'epoca): era equipaggiata da un grosso 4 cilindri della cilindrata di ben 5507 cm³, in grado di erogare una potenza massima di 24 CV. Nel 1900, in occasione della Settimana di Nizza, una gara automobilistica molto nota all'epoca, lo stesso Jellinek commissionò alla Daimler una nuova versione di tale autovettura, dotata dello stesso motore, ma capace di erogare fino a 28 CV ad 800 giri/min, e di spingere la vettura ad una velocità massima di 80 km/h. Purtroppo, l'esordio di questa nuova versione della Phoenix da gara venne funestato da un tragico episodio: poco dopo la partenza della nuova edizione della Settimana di Nizza, una delle Phoenix, pilotata dal capo-officina della Daimler, Wilhelm Bauer, si schiantò alla prima curva contro un muretto. Rimasto ferito gravemente, morì il giorno seguente. Il principale problema di molte auto da competizione di quei tempi era il baricentro troppo alto, poiché il concetto di assetto da gara era ancora pressoché sconosciuto.